# Planaltina do Paraná
Planaltina do Paraná é um município brasileiro do estado do Paraná. Sua população, conforme estimativas do IBGE de 2018, era de 4 254 habitantes.

## Geografia
É banhado pelo Rio Ivaí, um dos principais rios do estado.

## Economia
Sua população vive principalmente da agricultura e pecuária.